# Het duel
Het duel is een hoorspel van Mar Bajdschjew en Wassilij Aksjonow. Duell werd op 16 augustus 1971 door de Hessischer Rundfunk uitgezonden. Josephine Soer vertaalde het en de TROS zond het uit op woensdag 12 juli 1977. De regisseur was Harry Bronk. Het hoorspel duurde 62 minuten.

## Rolbezetting
- Barbara Hoffman (Nasi)
- Hans Karsenbarg (Asis)
- Hans Veerman (Iskander)
- Paula Majoor (verpleegster)

## Inhoud
Een "vakantie-driehoeksverhaal" met een beetje liefde, met een beetje noodlot en met wat droefenis, zacht en behoedzaam in treffende dialogen gekleed. In de laatste zomerdagen wordt de hemelsblauwe Issyk-Kul bijna bruin. Loodzware wolkenflarden hangen boven het meer. Het lijkt wel een zee. Vaak ruikt men reeds de sneeuw van de bergen. Dat is het kader voor een heel eenvoudig, heel alledaags, ingehouden en niet sentimenteel verteld verhaal: het liefdesverhaal van het meisje Nasi, verkoopster in warenhuis in Moskou, die met haar vriend een vakantie doorbrengt aan een reeds door de toeristen verlaten eenzaam meer en daar een nieuwe liefde beleeft…